# Thomas Gold
Thomas Gold, född 22 maj 1920 i Wien, död 22 juni 2004 i Ithaca, New York var en österrikisk-brittisk-amerikansk astrofysiker. Han var professor i astronomi vid Cornell University under en stor del av sin karriär men var även verksam inom biofysik, flyg- och rymdteknik samt geofysik. Många av Golds teorier var okonventionella och blev föremål för vetenskapliga kontroverser.

## Utbildning och tidig brittisk karriär
Gold studerade vid Trinity College, University of Cambridge, där han tog en bachelorexamen 1942 och en masterexamen 1946. Han blev fellow vid Trinity College 1947 och demonstrator i fysik 1949 vid Cavendish Laboratory. 
Tillsammans med Hermann Bondi och Fred Hoyle, två andra yngre forskare i Cambridge, formulerade Gold 1948 steady state-teorin för universums utveckling, som var en numera i huvudsak övergiven alternativ teori till big bang.
1952 började Gold arbeta vid Royal Greenwich Observatory i London.

## Vetenskaplig karriär i USA
1957 blev Gold professor i astronomi vid Harvard University, där han arbetade med maser för användning i radioteleskop. 1959 blev han professor i astronomi vid Cornell University i Ithaca, New York. Han var föreståndare för Cornells Center for Radiophysics and Space Research från 1959 till 1981.
På 1970-talet började han intressera sig för jordens energiförsörjning. Han formulerade en hypotes gällande abiotisk petroleum som innebär att olja och naturgas kontinuerligt bildas i jordens inre via geologiska processer och inte genom omvanling av organiskt material från jordens yta. Detta var en kontroversiell hypotes när Gold formulerade den, men den har fortsatt att ha anhängare bland en minoritet av geologer. Golds hypoteser låg bakom det svenska projektet Dala Djupgas, som utan framgång borrade efter naturgas i Siljansringen i Dalarna.